# Badami Bagh
Badami Bagh is een kantonnement in het district Srinagar van het Indiase unieterritorium Jammu en Kasjmir. Het ligt direct ten zuidoosten van de stad Srinagar.

## Demografie
Volgens de Indiase volkstelling van 2001 wonen er 13.477 mensen in Badami Bagh, waarvan 53% mannelijk en 47% vrouwelijk is. De plaats heeft een alfabetiseringsgraad van 71%.